# Петер Лоренс
Петер Лоренс (нім. Peter Lawrence; 4 серпня 1920, Кіль — ?) — німецький офіцер-підводник, оберлейтенант-цур-зее крігсмаріне.

## Біографія
1 жовтня 1938 року вступив на флот. З 1 травня 1940 року — вахтовий офіцер в 11-й протичовновій флотилії, з грудня 1941 року — командир протичовнового катера UJ-1112. З 1 серпня 1943 по 27 лютого 1944 року пройшов курс підводника, з 28 лютого по 15 березня — курс позиціонування (радіовимірювання), з 15 березня по 30 квітня — курс командира підводного човна. З 19 вересня по 30 листопада 1944 року — командир підводного човна U-328, з 1 рудня 1944 року — U-2328. 9 травня 1945 року здався британським військам в Бергені. В грудні 1947 року звільнений.

## Звання
- Кандидат в офіцери (1 жовтня 1938)
- Морський кадет (1 липня 1939)
- Фенріх-цур-зее (1 грудня 1939)
- Оберфенріх-цур-зее (1 серпня 1940)
- Лейтенант-цур-зее (1 квітня 1941)
- Оберлейтенант-цур-зее (1 квітня 1943)

## Нагороди
- Залізний хрест
  - 2-го класу (1940)
  - 1-го класу (1942)
- Нагрудний знак мінних тральщиків (1942)
- Нагрудний знак флоту (5 січня 1943)